# Brentford F.C. mùa giải 2010–11
Trong mùa giải 2010-11, Brentford thi đấu ở Football League One. Giữa mùa có một sự kiện đáng nhớ là đường đến trận chung kết của Football League Trophy và vòng Bốn của League Cup.

## Kết quả

### Trước mùa giải
| 14 tháng 7 năm 2010 Vinh danh Kevin O'Connor | Brentford | 0-5      | Fulham                                                    | Griffin Park         |  |
| 20:00                                        |           | Chi tiết | Baird 14' · Elm 24' · Duff 29' · Johnson 49' · Davies 67' | Lượng khán giả: 4136 |  |

| 17 tháng 7 năm 2010 | Tonbridge Angels | 0-0      | Brentford | Longmead Stadium    |  |
| 15:00               |                  | Chi tiết |           | Lượng khán giả: 486 |  |

| 20 tháng 7 năm 2010 | Brentford | 1-1      | Wycombe Wanderers | Griffin Park        |  |
| 20:00               | Betsy     | Chi tiết | Hunt              | Lượng khán giả: 984 |  |

| 22 tháng 7 năm 2010 | Staines Town               | 3-2      | Brentford           | Wheatsheaf Park     |  |
| 19:30               | Butler · Ifura · Griffiths | Chi tiết | Spillane · Saunders | Lượng khán giả: 694 |  |

| 27 tháng 7 năm 2010 | Woking | 0-4      | Brentford                            | Sân vận động Kingfield |  |
| 19:45               |        | Chi tiết | Forster · Spillane · Weston · Weston | Lượng khán giả: 658    |  |

| 28 tháng 7 năm 2010 | Hendon | 0-1                   | Brentford | Vale Farm |  |
| 19:45               |        | tiết?id=3752 Chi tiết | Bush      |           |  |

| 30 tháng 7 năm 2010 | Brentford | 1-1      | Crystal Palace | Griffin Park         |  |
| 20:00               | Forster   | Chi tiết | Cagogan        | Lượng khán giả: 2166 |  |

### League One

#### Kết quả từng vòng đấu
| Vòng     | 1  | 2  | 3  | 4  | 5  | 6  | 7  | 8  | 9  | 10 | 11 | 12 | 13 | 14 | 15 | 16 | 17 | 18 | 19 | 20 | 21 | 22 | 23 | 24 | 25 | 26 | 27 | 28 | 29 | 30 | 31 | 32 | 33 | 34 | 35 | 36 | 37 | 38 | 39 | 40 | 41 | 42 | 43 | 44 | 45 | 46 |
| -------- | -- | -- | -- | -- | -- | -- | -- | -- | -- | -- | -- | -- | -- | -- | -- | -- | -- | -- | -- | -- | -- | -- | -- | -- | -- | -- | -- | -- | -- | -- | -- | -- | -- | -- | -- | -- | -- | -- | -- | -- | -- | -- | -- | -- | -- | -- |
| Sân      | A  | H  | A  | H  | H  | A  | H  | A  | A  | H  | H  | A  | H  | A  | H  | H  | A  | A  | A  | H  | A  | A  | A  | H  | A  | H  | A  | H  | A  | H  | H  | H  | A  | H  | A  | H  | H  | H  | A  | H  | A  | A  | H  | A  | H  | A  |
| Kết quả  | L  | L  | D  | L  | W  | D  | D  | L  | L  | W  | L  | W  | W  | W  | D  | L  | W  | W  | W  | W  | L  | L  | L  | D  | L  | L  | L  | W  | D  | W  | W  | D  | L  | L  | W  | L  | W  | W  | W  | L  | L  | W  | D  | D  | L  | D  |
| Thứ hạng | 21 | 23 | 22 | 24 | 22 | 19 | 19 | 22 | 24 | 23 | 24 | 21 | 19 | 15 | 14 | 18 | 13 | 13 | 10 | 9  | 10 | 13 | 13 | 12 | 16 | 17 | 19 | 14 | 15 | 15 | 14 | 14 | 14 | 16 | 14 | 15 | 11 | 10 | 9  | 11 | 11 | 10 | 10 | 10 | 10 | 11 |

#### Tóm tắt kết quả
| Tổng thể | Tổng thể | Tổng thể | Tổng thể | Tổng thể | Tổng thể | Tổng thể | Tổng thể | Sân nhà | Sân nhà | Sân nhà | Sân nhà | Sân nhà | Sân nhà | Sân khách | Sân khách | Sân khách | Sân khách | Sân khách | Sân khách |
| ST       | T        | H        | B        | BT       | BB       | HS       | Đ        | T       | H       | B       | BT      | BB      | HS      | T         | H         | B         | BT        | BB        | HS        |
| -------- | -------- | -------- | -------- | -------- | -------- | -------- | -------- | ------- | ------- | ------- | ------- | ------- | ------- | --------- | --------- | --------- | --------- | --------- | --------- |
| 46       | 17       | 10       | 19       | 55       | 62       | −7       | 61       | 9       | 5       | 9       | 24      | 28      | −4      | 8         | 5         | 10        | 31        | 34        | −3        |

#### Trận đấu
| 7 tháng 8 năm 2010 1 | Carlisle United                  | 2-0      | Brentford | Brunton Park                              |  |
| 15:00                | Madine 22' · Harte 45+1' (ph.đ.) | Chi tiết |           | Lượng khán giả: 5913 Trọng tài: A. Haynes |  |

| 14 tháng 8 năm 2010 2 | Brentford                | 1-2      | Walsall                             | Griffin Park                              |  |
| 15:00                 | Alexander 44' · Bean 90' | Chi tiết | Nicholls 12' · Gray 54' · Brain 29' | Lượng khán giả: 4544 Trọng tài: G. Sutton |  |

| 21 tháng 8 năm 2010 3 | Swindon Town                            | 1-1      | Brentford    | The County Ground                          |  |
| 15:00                 | Prutton 40' · Prutton 24' · Douglas 43' | Chi tiết | MacDonald 8' | Lượng khán giả: 8132 Trọng tài: S. Rushton |  |

| 28 tháng 8 năm 2010 4 | Brentford                 | 1-3      | Rochdale                                                                         | Griffin Park                              |  |
| 15:00                 | Simpson 27' · Simpson 79' | Chi tiết | Elding 11' · O'Grady 60' · Kennedy 62' · Kennedy 18' · Holness 51' · Kennedy 62' | Lượng khán giả: 4636 Trọng tài: S. Hooper |  |

| 5 tháng 9 năm 2010 5 | Brentford     | 1-0      | Sheffield Wednesday | Griffin Park                              |  |
| 12:00                | MacDonald 41' | Chi tiết | · Purse 79'         | Lượng khán giả: 5396 Trọng tài: G. Hegley |  |

| 11 tháng 9 năm 2010 6 | Bristol Rovers                                     | 0-0      | Brentford   | Sân vận động Memorial                        |  |
| 15:00                 | Campbell 30' · Lines 38' · Sawyer 60' · Sawyer 70' | Chi tiết | Osborne 19' | Lượng khán giả: 5609 Trọng tài: S. Mathieson |  |

| 18 tháng 9 năm 2010 7 | Brentford | 0-0      | Hartlepool United | Griffin Park                              |  |
| 15:00                 |           | Chi tiết | Haslam 90'        | Lượng khán giả: 4710 Trọng tài: K. Wright |  |

| 24 tháng 9 năm 2010 8 | Leyton Orient                                          | 1-0      | Brentford      | Brisbane Road                            |  |
| 19:45                 | McGleish 25' · Omozusi 13' · Spring 45+2' · Dawson 51' | Chi tiết | · Spillane 51' | Lượng khán giả: 4485 Trọng tài: G. Scott |  |

| 28 tháng 9 năm 2010 9 | Brighton & Hove Albion  | 1-0      | Brentford                | Sân vận động Withdean                   |  |
| 19:45                 | LuaLua 78' · El-Abd 63' | Chi tiết | · Bean 19' · Osborne 80' | Lượng khán giả: 6740 Trọng tài: G. Ward |  |

| 2 tháng 10 năm 2010 10 | Brentford                                     | 2-1      | Charlton Athletic | Griffin Park                            |  |
| 15:00                  | Alexander 13' · Diagouraga 31' · Spillane 83' | Chi tiết | Wagstaff 74'      | Lượng khán giả: 6342 Trọng tài: A. Penn |  |

| 9 tháng 10 năm 2010 11 | Brentford             | 1-3      | Oldham Athletic                                                                                                   | Griffin Park                                 |  |
| 15:00                  | Weston 4' · Legge 64' | Chi tiết | Furman 14' · Taylor 46' · Stephens pen.' (65) · Alessandra 54' · Lee 59' · Taylor 61' · Evina 78' · Đếnunkara 83' | Lượng khán giả: 5339 Trọng tài: Keith Stroud |  |

| 16 tháng 10 năm 2010 12 | Tranmere Rovers | 0-3      | Brentford                                                                   | Prenton Park                            |  |
| 15:00                   | · Darville 18'  | Chi tiết | O'Connor pen' (7) · O'Connor 67' · Bean 81' · MacDonald 67' · Alexander 77' | Lượng khán giả: 4929 Trọng tài: D. Webb |  |

| 23 tháng 10 năm 2010 13 | Brentford                                  | 2-1      | Peterborough United                                 | Griffin Park                                |  |
| 15:00                   | Woodman 39' · Alexander 58' · Spillane 85' | Chi tiết | McCann pen.' (19) · Mackail-Smith 85' · Zakuani 86' | Lượng khán giả: 6543 Trọng tài: D. Phillips |  |

| 30 tháng 10 năm 2010 14 | Exeter City                  | 2-4      | Brentford                                                                                 | St James Park                                  |  |
| 15:00                   | Cureton 28', 58' · Duffy 89' | Chi tiết | Legge 4' · Alexander 62' · Wood 64' · MacDonald 72' · Bean 48' · Spillane 56' · Hamer 67' | Lượng khán giả: 5510 Trọng tài: Darren Deadman |  |

| 2 tháng 11 năm 2010 15 | Brentford                      | 1-1      | Bournemouth                               | Griffin Park                               |  |
| 19:45                  | Grabban pen.' (68) · Legge 44' | Chi tiết | Hollands 64' · Bradbury 31' · Wiggins 90' | Lượng khán giả: 5278 Trọng tài: A. Woolmer |  |

| 13 tháng 11 năm 2010 16 | Brentford                                                     | 0-2      | Milton Keynes Dons                             | Griffin Park                              |  |
| 15:00                   | · Woodman 27' · Osborne 62' · Balkestein 86' · Balkestein 87' | Chi tiết | Doumbé 57' · Balanta 59' · Leven 58' · Guy 85' | Lượng khán giả: 4789 Trọng tài: F. Graham |  |

| 20 tháng 11 năm 2010 17 | Plymouth Argyle | 1-2      | Brentford                | Home Park                                |  |
| 15:00                   | Fallon 38'      | Chi tiết | Bean 26' · MacDonald 67' | Lượng khán giả: 6939 Trọng tài: P. Gibbs |  |

| 23 tháng 11 năm 2010 18 | Colchester United | 0-2      | Brentford                                   | Sân vận động Cộng đồng Weston Homes       |  |
| 19:45                   |                   | Chi tiết | Alexander 26' · MacDonald 90' · Woodman 83' | Lượng khán giả: 3172 Trọng tài: D. Foster |  |

| 4 tháng 12 năm 2010 Postponed | Brentford | P - P | Notts County | Griffin Park |
| 19:45                         |           |       |              |              |

| 11 tháng 12 năm 2010 19 | Southampton                  | 0-2      | Brentford                                      | Sân vận động St Mary                         |  |
| 15:00                   | · Seaborne 16' · Hammond 50' | Chi tiết | Alexander 13' · MacDonald 28' · Diagouraga 67' | Lượng khán giả: 19641 Trọng tài: O. Langford |  |

| 18 tháng 12 năm 2010 Postponed | Brentford | P - P | Huddersfield Town | Griffin Park |
| 15:00                          |           |       |                   |              |

| 26 tháng 12 năm 2010 Postponed | Yeovil Town | P - P | Brentford | Huish Park |
| 15:00                          |             |       |           |            |

| 28 tháng 12 năm 2010 Postponed | Brentford | P - P | Tranmere Rovers | Griffin Park |
| 15:00                          |           |       |                 |              |

| 1 tháng 1 năm 2011 20 | Brentford                              | 2-1      | Dagenham & Redbridge     | Griffin Park                               |  |
| 15:00                 | Simpson 10' · Alexander 87' · Wood 13' | Chi tiết | Vincelot 34' · Antwi 31' | Lượng khán giả: 5405 Trọng tài: G. Horwood |  |

| 3 tháng 1 năm 2011 21 | Bournemouth                                             | 3-1      | Brentford           | Dean Court                                   |  |
| 19:45                 | Mức phíney 11' · Bartley 70' · Fletcher 88' · Smith 67' | Chi tiết | Bradbury 65' (l.n.) | Lượng khán giả: 6877 Trọng tài: J. Linington |  |

| 8 tháng 1 năm 2011 22 | Yeovil Town                                                  | 2-0      | Brentford                                | Huish Park                                 |  |
| 15:00                 | Huntington 32' · A.Williams 59' · S.Williams 70' · Smith 90' | Chi tiết | · Woodman 14' · Forster 70' · Wright 79' | Lượng khán giả: 3688 Trọng tài: A. Woolmer |  |

| 11 tháng 1 năm 2011 23 | Peterborough United             | 2-1      | Brentford                           | London Road                               |  |
| 19:45                  | McCann 5' (ph.đ.) · Obika 90+3' | Chi tiết | Laird 74' · Laird 30' · Osborne 88' | Lượng khán giả: 4667 Trọng tài: R. Madley |  |

| 14 tháng 1 năm 2011 24 | Brentford     | 1-1      | Exeter City                                             | Griffin Park                            |  |
| 19:45                  | Forster 90+4' | Chi tiết | O'Flynn 2' · Duffy 32' · Nardiello 63' · Số áoble 90+3' | Lượng khán giả: 4767 Trọng tài: R. East |  |

| 22 tháng 1 năm 2011 25 | Oldham Athletic            | 2-1      | Brentford   | Boundary Park                                |  |
| 15:00                  | Đếnunkara 40' · Morais 70' | Chi tiết | Simpson 82' | Lượng khán giả: 3759 Trọng tài: C. Sarginson |  |

| 29 tháng 1 năm 2011 26 | Brentford                                                            | 1-2      | Yeovil Town                                                      | Griffin Park                             |  |
| 15:00                  | MacDonald 39' · Alexander 42' · Spillane 64' · Woodman 70' · Lee 81' | Chi tiết | Johnson 22' · Wotton 83' · Johnson 23' · Kalala 76' · Wooton 78' | Lượng khán giả: 4753 Trọng tài: P. Quinn |  |

| 1 tháng 2 năm 2011 27 | Dagenham & Redbridge                               | 4-1      | Brentford       | Victoria Road                             |  |
| 19:45                 | Nurse 19', 66' · Osborne 56' (l.n.) · Vincelot 67' | Chi tiết | MacDonald 90+4' | Lượng khán giả: 1907 Trọng tài: S. Hooper |  |

| 5 tháng 2 năm 2011 28 | Brentford                     | 2-0      | Plymouth Argyle | Griffin Park                                |  |
| 15:00                 | Weston 35', 56' · Osborne 37' | Chi tiết | · Arnason 83'   | Lượng khán giả: 5613 Trọng tài: D. Drysdale |  |

| 12 tháng 2 năm 2011 29 | Milton Keynes Dons | 1-1      | Brentford                                             | Stadium:mk                               |  |
| 15:00                  | Marsh-Brown 48'    | Chi tiết | Grabban 50' · Bean 27' · Saunders 48' · Alexander 58' | Lượng khán giả: 8636 Trọng tài: D. Coote |  |

| 22 tháng 2 năm 2011 30 | Brentford                                | 2-1      | Tranmere Rovers                                 | Griffin Park                              |  |
| 19:45                  | MacDonald 2' · Legge 90+1' · Simpson 90' | Chi tiết | Labadie 65' · Labadie 43' · Akins 62' · Kay 84' | Lượng khán giả: 4192 Trọng tài: P. Miller |  |

| 26 tháng 2 năm 2011 31 | Brentford         | 1-0      | Bristol Rovers                       | Griffin Park                              |  |
| 15:00                  | Alexander pen.20' | Chi tiết | · Lines 15' · Logan 18' · Sawyer 37' | Lượng khán giả: 5944 Trọng tài: C. Pawson |  |

| 1 tháng 3 năm 2011 32 | Brentford                          | 1-1      | Notts County                                                                                               | Griffin Park                                  |  |
| 19:45                 | Osborne 74' · Bean 55' · Byrne 80' | Chi tiết | Westcarr 44' · Harley 19' · Harley 24' · Regan 28' · Edwards 75' · Gobern 87' · Edwards 90' · Pearce 90+3' | Lượng khán giả: 3795 Trọng tài: I. Williamson |  |

| 5 tháng 3 năm 2011 33 | Hartlepool United                                                     | 3-0      | Brentford              | Victoria Park                            |  |
| 15:00                 | Monkhouse 36' · Monkhouse 57' · Liddle 83' · Murray 51' · Brown 90+2' | Chi tiết | · Reed 61' · Legge 76' | Lượng khán giả: 2936 Trọng tài: K. Evans |  |

| 8 tháng 3 năm 2011 34 | Brentford              | 0-1      | Brighton & Hove Albion                                         | Griffin Park                              |  |
| 19:45                 | · Legge 40' · Reed 73' | Chi tiết | Osborne 74' (l.n.) · Bridcutt 43' · Elphick 66' · Dicker 90+3' | Lượng khán giả: 5694 Trọng tài: S. Hooper |  |

| 12 tháng 3 năm 2011 35 | Charlton Athletic | 0-1      | Brentford              | The Valley                                  |  |
| 15:00                  | · Dailly 45'      | Chi tiết | Legge 89' · Weston 59' | Lượng khán giả: 14985 Trọng tài: M. Russell |  |

| 15 tháng 3 năm 2011 36 | Brentford | 0-1      | Huddersfield Town | Griffin Park                                  |  |
| 19:45                  |           | Chi tiết | Clarke 90+2'      | Lượng khán giả: 4402 Trọng tài: D. Whitestone |  |

| 19 tháng 3 năm 2011 37 | Brentford               | 2-1      | Leyton Orient | Griffin Park                                |  |
| 15:00                  | Bean 6' · Alexander 24' | Chi tiết | McGleish 55'  | Lượng khán giả: 6368 Trọng tài: D. Phillips |  |

| 25 tháng 3 năm 2011 38 | Brentford                    | 2-1      | Carlisle United          | Griffin Park                            |  |
| 19:45                  | Schlupp 74', 83' · Legge 85' | Chi tiết | Michalík 88' · Arter 38' | Lượng khán giả: 4365 Trọng tài: R. East |  |

| 29 tháng 3 năm 2011 39 | Sheffield Wednesday      | 1-3      | Brentford                      | Hillsborough                               |  |
| 19:45                  | Jones 12' · Osbourne 84' | Chi tiết | Spillane 3' · Schlupp 18', 82' | Lượng khán giả: 14797 Trọng tài: A. Haines |  |

| 9 tháng 4 năm 2011 40 | Brentford   | 0-1      | Swindon Town                                | Griffin Park                              |  |
| 15:00                 | · Legge 71' | Chi tiết | Andrew 80' · Jean-François 61' · Andrew 80' | Lượng khán giả: 4593 Trọng tài: R. Madley |  |

| 12 tháng 4 năm 2011 41 | Walsall                    | 3-2      | Brentford                    | Sân vận động Bescot                        |  |
| 19:45                  | Macken 40', 64' · Cook 57' | Chi tiết | Balkestein 30' · Grabban 62' | Lượng khán giả: 3154 Trọng tài: C. Boyeson |  |

| 16 tháng 4 năm 2011 42 | Rochdale    | 0-1      | Brentford   | Sân vận động Spotland                       |  |
| 15:00                  | · Jones 64' | Chi tiết | Simpson 79' | Lượng khán giả: 2963 Trọng tài: D. Drysdale |  |

| 22 tháng 4 năm 2011 43 | Brentford               | 1-1      | Colchester United                      | Griffin Park                               |  |
| 15:00                  | Saunders 74' · Reed 88' | Chi tiết | Henderson 15' · Izzet 72' · Wilson 88' | Lượng khán giả: 4480 Trọng tài: G. Horwood |  |

| 25 tháng 4 năm 2011 44 | Notts County                                                          | 1-1      | Brentford                                                                                     | Meadow Lane                               |  |
| 15:00                  | Hughes 82' (ph.đ.) · Chilvers 45+1' · Bishop 51' · Craig Westcarr 65' | Chi tiết | Schlupp 90+5' · Bean 51' · Simpson 61' · O'Connor 75' · Saunders 75' · Moore 82' · Wood 90+5' | Lượng khán giả: 6879 Trọng tài: D. Foster |  |

| 30 tháng 4 năm 2011 45 | Brentford | 0-3      | Southampton                                           | Griffin Park                              |  |
| 15:00                  |           | Chi tiết | Lallana 16' · Connolly 30' · Gobern 90+1' · Fonte 81' | Lượng khán giả: 7015 Trọng tài: T. Kettle |  |

| 7 tháng 5 năm 2011 46 | Huddersfield Town                                       | 4-4      | Brentford                                                         | Sân vận động Galpharm                     |  |
| 15:00                 | Ward 14', 15' · Số áovak 52' · Afobe 63' · Naysmith 80' | Chi tiết | Schlupp 45+1', 50' · Grabban 58', 68' · Grabban 37' · Neilson 58' | Lượng khán giả: 13977 Trọng tài: A. Bates |  |

### Cúp FA
| 6 tháng 11 năm 2010 Vòng Một | Brentford                                   | 1-1      | Aldershot Town | Griffin Park                             |  |
| 15:00                        | MacDonald 20' · Weston 61' · Diagouraga 75' | Chi tiết | Small 13'      | Lượng khán giả: 4090 Trọng tài: R. Booth |  |

| 16 tháng 11 năm 2010 Vòng Một Replay | Aldershot Town         | 1-0      | Brentford   | Sân vận động EBB                          |  |
| 19:45                                | Small 8' · Harding 73' | Chi tiết | · Legge 58' | Lượng khán giả: 3627 Trọng tài: S. Tanner |  |

### Football League Cup
| 10 tháng 8 năm 2010 Vòng Một | Brentford                 | 2-1      | Cheltenham Town | Griffin Park                              |  |
| 19:45                        | Simpson 31' · Woodman 35' | Chi tiết | Jeffers 61'     | Lượng khán giả: 2049 Trọng tài: P. Miller |  |

| 24 tháng 8 năm 2010 Vòng Hai | Brentford                         | 2-1      | Hull City                           | Griffin Park                                  |  |
| 19:45                        | Simpson 20' · Bean 88' · Bean 69' | Chi tiết | Cullen 6' · Cullen 40' · Devitt 58' | Lượng khán giả: 3335 Trọng tài: I. Williamson |  |

| 21 tháng 9 năm 2010 thứ 3 Round         | Brentford     | 1-1 (s.h.p.) (4-3 p)                            | Everton                                 | Griffin Park                           |  |
| 19:45                                   | Alexander 41' | Chi tiết                                        | Coleman 9' · Coleman 59' · Fellaini 84' | Lượng khán giả: 8960 Trọng tài: Oliver |  |
|                                         |               | Loạt sút luân lưu                               |                                         |                                        |  |
| Weston · Forster · Spillane · MacDonald |               | Baines · Neville · Arteta · Beckford · Jagielka |                                         |                                        |  |

| 26 tháng 10 năm 2010 4th Round            | Birmingham City | 1-1 (s.h.p.) (4-3 p)                           | Brentford                                        | St Andrew's                                                          |  |
| 19:45                                     | Phillips 90+2'  | Chi tiết                                       | Wood 68' · MacDonald 86' · Lee 89' · Osborne 92' | Lượng khán giả: 15166 (3123 Brentford Fans) Trọng tài: D. Whitestone |  |
|                                           |                 | Loạt sút luân lưu                              |                                                  |                                                                      |  |
| Phillips · Gardner · Dann · Bowyer · Carr |                 | O'Connor · Hunt · Spillane · Grabban · Woodman |                                                  |                                                                      |  |

### Football League Trophy
| 31 tháng 8 năm 2010 Vòng Một | Stevenage | 0-1      | Brentford   | Sân vận động The Lamex                      |  |
| 19:45                        |           | Chi tiết | Simpson 29' | Lượng khán giả: 1916 Trọng tài: O. Langford |  |

| 5 tháng 10 năm 2010 Vòng Hai                  | Leyton Orient | 0-0 (4-5 p)                                     | Brentford | Sân vận động Matchroom                      |  |
| 19:15                                         | Omozusi 45'   | Chi tiết                                        | Wood 73'  | Lượng khán giả: 1152 Trọng tài: P. Crossley |  |
|                                               |               | Loạt sút luân lưu                               |           |                                             |  |
| Dawson · Omozusi · Chorley · Daniels · Spring |               | Forster · Hunt · Saunders · Alexander · Woodman |           |                                             |  |

| 9 tháng 11 năm 2010 Southern QF | Swindon Town | 1-1 (2-4 p)                                         | Brentford               | The County Ground                       |  |
| 19:00                           | Austin 12'   | Chi tiết                                            | Simpson 38' · Legge 65' | Lượng khán giả: 3469 Trọng tài: J. Moss |  |
|                                 |              | Loạt sút luân lưu                                   |                         |                                         |  |
| Austin · Ball · Timlin · Rose   |              | O'Connor · MacDonald · Spillane · Woodman · Simpson |                         |                                         |  |

| 14 tháng 12 năm 2010 Southern SF            | Brentford                           | 0-0 (3-1 p)                      | Charlton Athletic | Griffin Park                            |  |
|                                             | Wright 3' · Bean 54' · O'Connor 58' | Chi tiết                         | Abbott 32'        | Lượng khán giả: 2783 Trọng tài: K. Hill |  |
|                                             |                                     | Loạt sút luân lưu                |                   |                                         |  |
| O'Connor · MacDonald · Spillane · Alexander |                                     | Jackson · Racon · Reid · Doherty |                   |                                         |  |

| 17 tháng 1 năm 2011 Southern Final (thứ 1 leg) | Brentford                                      | 1-1      | Exeter City | Griffin Park                               |  |
|                                                | Alexander 64' · Alexander 20' · Diagouraga 84' | Chi tiết | Cureton 39' | Lượng khán giả: 3093 Trọng tài: M. Haywood |  |

| 8 tháng 2 năm 2011 Southern Final (thứ 2 leg) | Exeter City                    | 1-2      | Brentford                                                  | St James Park                             |  |
|                                               | Nardiello 90+5' · Số áoble 73' | Chi tiết | Saunders 20' · Alexander 26' · Alexander 76' · Bignall 87' | Lượng khán giả: 5322 Trọng tài: K. Wright |  |

| 3 tháng 4 năm 2011 Final | Brentford                                                | 0-1      | Carlisle United                        | Wembley                                       |  |
|                          | · Reed 19' · Legge 23' · Diagouraga 84' · Diagouraga 86' | Chi tiết | Murphy 12' · Michalík 57' · Robson 76' | Lượng khán giả: 40476 Trọng tài: G. Salisbury |  |

## Đội hình thi đấu
Tuổi của cầu thủ tính đến ngày bắt đầu của mùa giải 2010-11.
| Số áo                                | Vị trí  | Tên                | Quốc tịch          | Ngày sinh (tuổi)            | Kí hợp đồng từ       | Năm kí hợp đồng | Ghi chú                                            |
| Thủ môn                              | Thủ môn | Thủ môn            | Thủ môn            | Thủ môn                     | Thủ môn              | Thủ môn         | Thủ môn                                            |
| ------------------------------------ | ------- | ------------------ | ------------------ | --------------------------- | -------------------- | --------------- | -------------------------------------------------- |
| 1                                    | GK      | Richard Lee        | Anh                | 5 tháng 10, 1982 (27 tuổi)  | Watford              | 2010            |                                                    |
| 21                                   | GK      | Simon Royce        | Anh                | 9 tháng 9, 1971 (38 tuổi)   | Gillingham           | 2010            |                                                    |
| 31                                   | GK      | Simon Moore        | Anh                | 19 tháng 5, 1990 (20 tuổi)  | Không có             | 2009            | Cho mượn đến Basingstoke Town                      |
| Hậu vệ                               |         |                    |                    |                             |                      |                 |                                                    |
| 3                                    | DF      | Craig Woodman      | Anh                | 22 tháng 12, 1982 (27 tuổi) | Wycombe Wanderers    | 2010            |                                                    |
| 5                                    | DF      | David McCracken    | Scotland           | 16 tháng 10, 1981 (28 tuổi) | Milton Keynes Dons   | 2010            | Cho mượn đến Bristol Rovers                        |
| 6                                    | DF      | Pim Balkestein     | Hà Lan             | 29 tháng 4, 1987 (23 tuổi)  | Ipswich Town         | 2010            |                                                    |
| 12                                   | DF      | Michael Spillane   | Cộng hòa Ireland   | 23 tháng 3, 1989 (21 tuổi)  | Norwich City         | 2010            |                                                    |
| 17                                   | DF      | Ryan Blake         | Bắc Ireland        | 8 tháng 12, 1991 (18 tuổi)  | Trẻ                  | 2009            | Cho mượn đến Woking & Ebbsfleet United             |
| 22                                   | DF      | Karleigh Osborne   | Anh                | 19 tháng 3, 1988 (22 tuổi)  | Trẻ                  | 2004            |                                                    |
| 24                                   | DF      | Stephen Wright     | Anh                | 8 tháng 2, 1980 (30 tuổi)   | Không có             | 2010            |                                                    |
| 25                                   | DF      | Chris Bush         | Anh                | 12 tháng 6, 1992 (18 tuổi)  | Trẻ                  | 2010            | Cho mượn đến Woking, AFC Wimbledon và Thurrock     |
| 27                                   | DF      | Robbie Neilson     | Scotland           | 19 tháng 6, 1980 (30 tuổi)  | Leicester City       | 2011            | Mượn từ Leicester City                             |
| 32                                   | DF      | Leon Legge         | Anh                | 1 tháng 7, 1985 (25 tuổi)   | Tonbridge Angels     | 2009            |                                                    |
| 33                                   | DF      | Nathan Byrne       | Anh                | 5 tháng 6, 1992 (18 tuổi)   | Tottenham Hotspur    | 2011            | Mượn từ Tottenham Hotspur                          |
| Tiền vệ                              |         |                    |                    |                             |                      |                 |                                                    |
| 2                                    | MF      | Kevin O'Connor (c) | Cộng hòa Ireland   | 24 tháng 2, 1982 (28 tuổi)  | Trẻ                  | 2000            |                                                    |
| 4                                    | MF      | Marcus Bean        | Jamaica            | 2 tháng 11, 1984 (25 tuổi)  | Blackpool            | 2008            |                                                    |
| 7                                    | MF      | Sam Saunders       | Anh                | 29 tháng 8, 1983 (26 tuổi)  | Dagenham & Redbridge | 2009            |                                                    |
| 11                                   | MF      | Myles Weston       | Antigua và Barbuda | 12 tháng 3, 1988 (22 tuổi)  | Notts County         | 2009            |                                                    |
| 13                                   | MF      | David Hunt         | Anh                | 10 tháng 9, 1982 (27 tuổi)  | Shrewsbury Town      | 2009            | Cho mượn đến Crawley Town                          |
| 16                                   | MF      | Sam Wood           | Anh                | 9 tháng 8, 1986 (23 tuổi)   | Bromley              | 2008            |                                                    |
| 20                                   | MF      | Toumani Diagouraga | Pháp               | 20 tháng 6, 1987 (23 tuổi)  | Peterborough United  | 2010            |                                                    |
| 26                                   | MF      | Adam Reed          | Philippines        | 8 tháng 5, 1991 (19 tuổi)   | Sunderland           | 2011            | Mượn từ Sunderland                                 |
| 34                                   | MF      | Jake Reeves        | Anh                | 30 tháng 5, 1993 (17 tuổi)  | Trẻ                  | 2011            | Cho mượn đến St Albans City                        |
| 36                                   | MF      | Charlie Adams      | Anh                | 30 tháng 5, 1993 (17 tuổi)  | Trẻ                  | 2011            |                                                    |
| 37                                   | MF      | Manny Oyeleke      | Anh                | 24 tháng 12, 1992 (17 tuổi) | Trẻ                  | 2011            |                                                    |
| Tiền đạo                             |         |                    |                    |                             |                      |                 |                                                    |
| 8                                    | FW      | Nicky Forster      | Anh                | 8 tháng 9, 1973 (36 tuổi)   | Không có             | 2010            | Huấn luyện viên                                    |
| 10                                   | FW      | Charlie MacDonald  | Anh                | 13 tháng 2, 1981 (29 tuổi)  | Southend United      | 2008            |                                                    |
| 14                                   | FW      | Kirk Hudson        | Anh                | 12 tháng 12, 1986 (23 tuổi) | Aldershot Town       | 2010            | Cho mượn đến AFC Wimbledon                         |
| 19                                   | FW      | Lewis Grabban      | Anh                | 12 tháng 1, 1988 (22 tuổi)  | Millwall             | 2009            | Mượn từ Millwall trước khi chuyển nhượng vĩnh viễn |
| 23                                   | FW      | Robbie Simpson     | Anh                | 15 tháng 3, 1985 (25 tuổi)  | Huddersfield Town    | 2010            | Mượn từ Huddersfield Town                          |
| 29                                   | FW      | Gary Alexander     | Anh                | 15 tháng 8, 1979 (30 tuổi)  | Millwall             | 2010            |                                                    |
| 30                                   | FW      | Jeffrey Schlupp    | Ghana              | 23 tháng 12, 1992 (17 tuổi) | Leicester City       | 2011            | Mượn từ Leicester City                             |
| 35                                   | FW      | Luke Hacker        | Anh                | 30 tháng 6, 1993 (17 tuổi)  | Trẻ                  | 2011            |                                                    |
| Cầu thủ rời câu lạc bộ giữa mùa giải |         |                    |                    |                             |                      |                 |                                                    |
| 9                                    | FW      | Carl Cort          | Guyana             | 1 tháng 11, 1977 (32 tuổi)  | Không có             | 2009            | Giải nghệ                                          |
| 18                                   | MF      | Nicky Adams        | Wales              | 16 tháng 10, 1986 (23 tuổi) | Leicester City       | 2010            | Cho mượn đến Rochdale, chuyển đến Rochdale         |
| 18                                   | FW      | Nicholas Bignall   | Anh                | 11 tháng 7, 1990 (20 tuổi)  | Reading              | 2011            | Trở lại Reading sau khi mượn                       |
| 27                                   | MF      | Marc Laird         | Scotland           | 23 tháng 1, 1986 (24 tuổi)  | Millwall             | 2011            | Trở lại Millwall sau khi mượn                      |
| 27                                   | FW      | Rowan Vine         | Anh                | 21 tháng 9, 1982 (27 tuổi)  | Queens Park Rangers  | 2010            | Trở lại Queens Park Rangers sau khi mượn           |
| 28                                   | MF      | Owain Tudur Jones  | Wales              | 15 tháng 10, 1984 (25 tuổi) | Norwich City         | 2011            | Trở lại Norwich City sau khi mượn                  |
| 41                                   | GK      | Trevor Carson      | Bắc Ireland        | 5 tháng 3, 1988 (22 tuổi)   | Sunderland           | 2011            | Trở lại Sunderland sau khi mượn                    |
| 41                                   | GK      | Alex McCarthy      | Anh                | 3 tháng 12, 1989 (20 tuổi)  | Reading              | 2010            | Trở lại Reading sau khi mượn                       |
| 51                                   | GK      | Ben Hamer          | Anh                | 20 tháng 11, 1987 (22 tuổi) | Reading              | 2010            | Trở lại Reading sau khi mượn                       |

- Nguồn: Soccerbase

## Ban huấn luyện

### Andy Scott (7 tháng 8 năm 2010 - 3 tháng 2 năm 2011)
| Tên             | Chức vụ                 |
| --------------- | ----------------------- |
| Andy Scott      | Huấn luyện viên         |
| Terry Bullivant | Trợ lý Huấn luyện viên  |
| Simon Royce     | Huấn luyện viên thủ môn |

### Nicky Forster (3 tháng 2 - 7 tháng 5 năm 2011)
| Tên            | Chức vụ                 |
| -------------- | ----------------------- |
| Nicky Forster  | Huấn luyện viên         |
| Mark Warburton | Huấn luyện viên đội một |
| Simon Royce    | Huấn luyện viên thủ môn |

## Thống kê

### Số trận và bàn thắng
Số trận ra sân từ dự bị nằm trong ngoặc đơn.
| Số áo                               | Vị trí | Quốc tịch          | Tên                | League  | League    | Cúp FA  | Cúp FA    | League Cup | League Cup | FL Trophy | FL Trophy | Tổng    | Tổng      |
| Số áo                               | Vị trí | Quốc tịch          | Tên                | Số trận | Bàn thắng | Số trận | Bàn thắng | Số trận    | Bàn thắng  | Số trận   | Bàn thắng | Số trận | Bàn thắng |
| ----------------------------------- | ------ | ------------------ | ------------------ | ------- | --------- | ------- | --------- | ---------- | ---------- | --------- | --------- | ------- | --------- |
| 1                                   | GK     | Anh                | Richard Lee        | 22      | 0         | 2       | 0         | 3          | 0          | 6         | 0         | 33      | 0         |
| 2                                   | MF     | Cộng hòa Ireland   | Kevin O'Connor     | 39 (2)  | 2         | 1 (1)   | 0         | 4          | 0          | 5 (1)     | 0         | 49 (4)  | 2         |
| 3                                   | DF     | Anh                | Craig Woodman      | 40 (1)  | 1         | 2       | 0         | 4          | 1          | 7         | 0         | 53 (1)  | 2         |
| 4                                   | MF     | Jamaica            | Marcus Bean        | 32 (5)  | 3         | 1       | 0         | 3 (1)      | 1          | 4 (1)     | 0         | 40 (7)  | 4         |
| 5                                   | DF     | Scotland           | David McCracken    | 1 (1)   | 0         | 0       | 0         | 0          | 0          | 1         | 0         | 2 (1)   | 0         |
| 6                                   | DF     | Hà Lan             | Pim Balkestein     | 17 (3)  | 1         | 1       | 0         | 2          | 0          | 4         | 0         | 24 (3)  | 1         |
| 7                                   | MF     | Anh                | Sam Saunders       | 18 (3)  | 2         | 1       | 0         | 0 (1)      | 0          | 3 (1)     | 1         | 22 (5)  | 3         |
| 8                                   | FW     | Anh                | Nicky Forster      | 6 (12)  | 1         | 1 (1)   | 0         | 1 (1)      | 0          | 4         | 0         | 12 (14) | 1         |
| 9                                   | FW     | Guyana             | Carl Cort          | 0 (3)   | 0         | 0       | 0         | 0          | 0          | 0 (1)     | 0         | 0 (4)   | 0         |
| 10                                  | FW     | Anh                | Charlie MacDonald  | 28 (2)  | 9         | 2       | 1         | 3 (1)      | 0          | 2 (1)     | 0         | 35 (4)  | 10        |
| 11                                  | MF     | Antigua và Barbuda | Myles Weston       | 33 (9)  | 3         | 1 (1)   | 0         | 3          | 0          | 4 (1)     | 0         | 41 (11) | 3         |
| 12                                  | DF     | Cộng hòa Ireland   | Michael Spillane   | 18 (6)  | 1         | 1       | 0         | 2          | 0          | 3 (1)     | 0         | 24 (7)  | 1         |
| 13                                  | MF     | Anh                | David Hunt         | 0 (3)   | 0         | 0       | 0         | 0 (1)      | 0          | 0 (1)     | 0         | 0 (5)   | 0         |
| 14                                  | FW     | Anh                | Kirk Hudson        | 0 (2)   | 0         | 0 (1)   | 0         | 0          | 0          | 0 (1)     | 0         | 0 (4)   | 0         |
| 16                                  | MF     | Anh                | Sam Wood           | 13 (7)  | 1         | 1       | 0         | 2          | 1          | 2 (2)     | 0         | 18 (9)  | 2         |
| 18                                  | MF     | Wales              | Nicky Adams        | 3 (4)   | 0         | —       | —         | 1          | 0          | 2         | 0         | 6 (4)   | 0         |
| 19                                  | FW     | Anh                | Lewis Grabban      | 13 (9)  | 5         | —       | —         | 0 (1)      | 0          | 0 (2)     | 0         | 13 (12) | 5         |
| 20                                  | MF     | Pháp               | Toumani Diagouraga | 32      | 1         | 2       | 0         | 2          | 0          | 6 (1)     | 0         | 42 (1)  | 1         |
| 21                                  | GK     | Anh                | Simon Royce        | 1 (1)   | 0         | 0       | 0         | 0          | 0          | 0         | 0         | 1 (1)   | 0         |
| 22                                  | DF     | Anh                | Karleigh Osborne   | 41 (1)  | 1         | 1       | 0         | 4          | 0          | 4         | 0         | 50 (1)  | 1         |
| 24                                  | DF     | Anh                | Stephen Wright     | 9 (2)   | 0         | 2       | 0         | —          | —          | 1         | 0         | 12 (2)  | 0         |
| 29                                  | FW     | Anh                | Gary Alexander     | 37 (1)  | 9         | 0       | 0         | 4          | 1          | 5         | 2         | 46 (1)  | 12        |
| 31                                  | GK     | Anh                | Simon Moore        | 9 (1)   | 0         | —       | —         | 1          | 0          | 1         | 0         | 11 (1)  | 0         |
| 32                                  | DF     | Anh                | Leon Legge         | 27 (3)  | 3         | 1       | 0         | 3          | 0          | 6         | 0         | 37 (3)  | 3         |
| 34                                  | MF     | Anh                | Jake Reeves        | 0 (1)   | 0         | 0       | 0         | 0          | 0          | 0         | 0         | 0 (1)   | 0         |
| 35                                  | FW     | Anh                | Luke Hacker        | 0 (1)   | 0         | 0       | 0         | 0          | 0          | 0         | 0         | 0 (1)   | 0         |
| Cầu thủ cho mượn đến trong mùa giải |        |                    |                    |         |           |         |           |            |            |           |           |         |           |
| 18                                  | MF     | Anh                | Nicholas Bignall   | 1 (5)   | 0         | —       | —         | —          | —          | 0 (1)     | 0         | 1 (6)   | 0         |
| 23                                  | FW     | Anh                | Robbie Simpson     | 11 (16) | 4         | 2       | 0         | 2 (1)      | 2          | 3 (1)     | 2         | 18 (18) | 8         |
| 26                                  | MF     | Philippines        | Adam Reed          | 8 (3)   | 0         | —       | —         | —          | —          | 1         | 0         | 9 (3)   | 0         |
| 27                                  | MF     | Scotland           | Marc Laird         | 4       | 1         | —       | —         | —          | —          | 1         | 0         | 5       | 1         |
| 27                                  | DF     | Scotland           | Robbie Neilson     | 15      | 0         | —       | —         | —          | —          | 1         | 0         | 16      | 0         |
| 28                                  | MF     | Wales              | Owain Tudur Jones  | 4 (2)   | 0         | —       | —         | —          | —          | 0         | 0         | 4 (2)   | 0         |
| 30                                  | FW     | Ghana              | Jeffrey Schlupp    | 6 (3)   | 6         | —       | —         | —          | —          | 1         | 0         | 7 (3)   | 6         |
| 33                                  | DF     | Anh                | Nathan Byrne       | 4 (7)   | 0         | —       | —         | —          | —          | 0         | 0         | 4 (7)   | 0         |
| 41                                  | GK     | Bắc Ireland        | Trevor Carson      | 1       | 0         | —       | —         | —          | —          | 0         | 0         | 1       | 0         |
| 41                                  | GK     | Anh                | Alex McCarthy      | 3       | 0         | —       | —         | —          | —          | —         | —         | 3       | 0         |
| 51                                  | GK     | Anh                | Ben Hamer          | 10      | 0         | 0       | 0         | 0          | 0          | 0         | 0         | 10      | 0         |

- Cầu thủ được liệt kê in nghiêng rời câu lạc bộ giữa mùa giải.
- Nguồn: Soccerbase

### Cầu thủ ghi bàn
| Số áo | Vị trí | Quốc tịch          | Cầu thủ            | FL1 | FAC | FLC | FLT | Tổng |
| ----- | ------ | ------------------ | ------------------ | --- | --- | --- | --- | ---- |
| 29    | FW     | Anh                | Gary Alexander     | 9   | 0   | 1   | 2   | 12   |
| 10    | FW     | Anh                | Charlie MacDonald  | 9   | 1   | 0   | 0   | 10   |
| 23    | FW     | Anh                | Robbie Simpson     | 4   | 0   | 2   | 2   | 8    |
| 30    | FW     | Ghana              | Jeffrey Schlupp    | 6   | —   | —   | 0   | 6    |
| 19    | FW     | Anh                | Lewis Grabban      | 5   | —   | 0   | 0   | 5    |
| 4     | MF     | Jamaica            | Marcus Bean        | 3   | 0   | 1   | 0   | 4    |
| 32    | DF     | Anh                | Leon Legge         | 3   | 0   | 0   | 0   | 3    |
| 11    | MF     | Antigua và Barbuda | Myles Weston       | 3   | 0   | 0   | 0   | 3    |
| 7     | MF     | Anh                | Sam Saunders       | 2   | 0   | 0   | 1   | 3    |
| 2     | MF     | Cộng hòa Ireland   | Kevin O'Connor     | 2   | 0   | 0   | 0   | 2    |
| 16    | MF     | Anh                | Sam Wood           | 1   | 0   | 1   | 0   | 2    |
| 3     | DF     | Anh                | Craig Woodman      | 1   | 0   | 1   | 0   | 2    |
| 27    | MF     | Scotland           | Marc Laird         | 1   | —   | —   | 0   | 1    |
| 6     | DF     | Hà Lan             | Pim Balkestein     | 1   | 0   | 0   | 0   | 1    |
| 20    | MF     | Pháp               | Toumani Diagouraga | 1   | 0   | 0   | 0   | 1    |
| 8     | FW     | Anh                | Nicky Forster      | 1   | 0   | 0   | 0   | 1    |
| 22    | DF     | Anh                | Karleigh Osborne   | 1   | 0   | 0   | 0   | 1    |
| 12    | DF     | Cộng hòa Ireland   | Michael Spillane   | 1   | 0   | 0   | 0   | 1    |
| Tổng  | Tổng   | Tổng               | Tổng               | 55  | 1   | 6   | 5   | 67   |

- Cầu thủ được liệt kê in nghiêng rời câu lạc bộ giữa mùa giải.
- Nguồn: Soccerbase

### Thẻ phạt
| Số áo | Vị trí | Quốc tịch          | Cầu thủ            | FL1      | FL1    | FAC      | FAC    | FLC      | FLC    | FLT      | FLT    | Tổng     | Tổng   | Điểm |
| Số áo | Vị trí | Quốc tịch          | Cầu thủ            | Thẻ vàng | Thẻ đỏ | Thẻ vàng | Thẻ đỏ | Thẻ vàng | Thẻ đỏ | Thẻ vàng | Thẻ đỏ | Thẻ vàng | Thẻ đỏ | Điểm |
| ----- | ------ | ------------------ | ------------------ | -------- | ------ | -------- | ------ | -------- | ------ | -------- | ------ | -------- | ------ | ---- |
| 4     | MF     | Jamaica            | Marcus Bean        | 6        | 0      | 0        | 0      | 1        | 0      | 1        | 0      | 8        | 0      | 8    |
| 32    | DF     | Anh                | Leon Legge         | 5        | 0      | 1        | 0      | 0        | 0      | 2        | 0      | 8        | 0      | 8    |
| 20    | MF     | Pháp               | Toumani Diagouraga | 2        | 0      | 1        | 0      | 0        | 0      | 2        | 1      | 5        | 1      | 8    |
| 22    | DF     | Anh                | Karleigh Osborne   | 5        | 0      | 0        | 0      | 1        | 0      | 0        | 0      | 6        | 0      | 6    |
| 12    | DF     | Cộng hòa Ireland   | Michael Spillane   | 5        | 0      | 0        | 0      | 0        | 0      | 0        | 0      | 5        | 0      | 5    |
| 3     | DF     | Anh                | Craig Woodman      | 5        | 0      | 0        | 0      | 0        | 0      | 0        | 0      | 5        | 0      | 5    |
| 29    | FW     | Anh                | Gary Alexander     | 3        | 0      | 0        | 0      | 0        | 0      | 2        | 0      | 5        | 0      | 5    |
| 6     | DF     | Hà Lan             | Pim Balkestein     | 1        | 1      | 0        | 0      | 0        | 0      | 0        | 0      | 1        | 1      | 4    |
| 1     | GK     | Anh                | Richard Lee        | 0        | 1      | 0        | 0      | 1        | 0      | 0        | 0      | 1        | 1      | 4    |
| 26    | MF     | Philippines        | Adam Reed          | 2        | 0      | —        | —      | —        | —      | 1        | 0      | 3        | 0      | 3    |
| 16    | MF     | Anh                | Sam Wood           | 2        | 0      | 0        | 0      | 0        | 0      | 1        | 0      | 3        | 0      | 3    |
| 7     | MF     | Anh                | Sam Saunders       | 2        | 0      | 0        | 0      | 0        | 0      | 0        | 0      | 2        | 0      | 2    |
| 23    | FW     | Anh                | Robbie Simpson     | 2        | 0      | 0        | 0      | 0        | 0      | 0        | 0      | 2        | 0      | 2    |
| 24    | DF     | Anh                | Stephen Wright     | 1        | 0      | 0        | 0      | —        | —      | 1        | 0      | 2        | 0      | 2    |
| 10    | FW     | Anh                | Charlie MacDonald  | 1        | 0      | 0        | 0      | 1        | 0      | 0        | 0      | 2        | 0      | 2    |
| 2     | MF     | Cộng hòa Ireland   | Kevin O'Connor     | 1        | 0      | 0        | 0      | 0        | 0      | 1        | 0      | 2        | 0      | 2    |
| 11    | MF     | Antigua và Barbuda | Myles Weston       | 1        | 0      | 1        | 0      | 0        | 0      | 0        | 0      | 2        | 0      | 2    |
| 33    | DF     | Anh                | Nathan Byrne       | 1        | 0      | —        | —      | —        | —      | 0        | 0      | 1        | 0      | 1    |
| 27    | MF     | Scotland           | Marc Laird         | 1        | 0      | —        | —      | —        | —      | 0        | 0      | 1        | 0      | 1    |
| 27    | DF     | Scotland           | Robbie Neilson     | 1        | 0      | —        | —      | —        | —      | 0        | 0      | 1        | 0      | 1    |
| 19    | FW     | Anh                | Lewis Grabban      | 1        | 0      | —        | —      | 0        | 0      | 0        | 0      | 1        | 0      | 1    |
| 31    | GK     | Anh                | Simon Moore        | 1        | 0      | —        | —      | 0        | 0      | 0        | 0      | 1        | 0      | 1    |
| 8     | FW     | Anh                | Nicky Forster      | 1        | 0      | 0        | 0      | 0        | 0      | 0        | 0      | 1        | 0      | 1    |
| 51    | GK     | Anh                | Ben Hamer          | 1        | 0      | 0        | 0      | 0        | 0      | 0        | 0      | 1        | 0      | 1    |
| 18    | MF     | Anh                | Nicholas Bignall   | 0        | 0      | —        | —      | —        | —      | 1        | 0      | 1        | 0      | 1    |
| Tổng  | Tổng   | Tổng               | Tổng               | 51       | 2      | 3        | 0      | 4        | 0      | 12       | 1      | 70       | 3      | 82   |

- Cầu thủ được liệt kê in nghiêng rời câu lạc bộ giữa mùa giải.
- Nguồn: ESPN FC

### Quản lý
| Tên           | Quốc tịch | Từ                  | Đến                 | Mọi đấu trường | Mọi đấu trường | Mọi đấu trường | Mọi đấu trường | Mọi đấu trường | Giải quốc nội | Giải quốc nội | Giải quốc nội | Giải quốc nội | Giải quốc nội |
| Tên           | Quốc tịch | Từ                  | Đến                 | P              | W              | D              | L              | W %            | P             | W             | D             | L             | W %           |
| ------------- | --------- | ------------------- | ------------------- | -------------- | -------------- | -------------- | -------------- | -------------- | ------------- | ------------- | ------------- | ------------- | ------------- |
| Andy Scott    | Anh       | 11 tháng 8 năm 2012 | 19 tháng 5 năm 2013 | 38             | 16             | 7              | 15             | 042,11         | 27            | 9             | 5             | 13            | 033,33        |
| Nicky Forster | Anh       | 3 tháng 2 năm 2011  | 7 tháng 5 năm 2011  | 21             | 9              | 5              | 7              | 042,86         | 19            | 8             | 5             | 6             | 042,11        |

### Tóm tắt
| Số trận thi đấu                   | 59 (46 League One, 2 Cúp FA, 4 League Cup, 7 Football League Trophy)                 |
| Số trận thắng                     | 21 (17 League One, 0 Cúp FA, 2 League Cup, 2 Football League Trophy)                 |
| Số trận hòa                       | 17 (10 League One, 1 Cúp FA, 2 League Cup, 4 Football League Trophy)                 |
| Số trận thua                      | 21 (19 League One, 1 Cúp FA, 0 League Cup, 1 Football League Trophy)                 |
| Số bàn thắng                      | 67 (55 League One, 1 Cúp FA, 6 League Cup, 5 Football League Trophy)                 |
| Số bàn thua                       | 72 (62 League One, 2 Cúp FA, 4 League Cup, 4 Football League Trophy)                 |
| Số trận sạch lưới                 | 13 (10 League One, 0 Cúp FA, 0 League Cup, 3 Football League Trophy)                 |
| Trận thắng giải quốc nội đậm nhất | 3-0 với Tranmere Rovers, 16 tháng 10 năm 2010                                        |
| Trận thua giải quốc nội đậm nhất  | 3-0 on two occasions                                                                 |
| Số lần ra sân nhiều nhất          | 53, Kevin O'Connor (41 League One, 2 Cúp FA, 4 League Cup, 6 Football League Trophy) |
| Vua phá lưới (giải quốc nội)      | 9, Gary Alexander, Charlie MacDonald                                                 |
| Vua phá lưới (mọi đấu trường)     | 12, Gary Alexander                                                                   |

## Chuyển nhượng và cho mượn
| Cầu thủ chuyển nhượng đến   | Cầu thủ chuyển nhượng đến | Cầu thủ chuyển nhượng đến | Cầu thủ chuyển nhượng đến | Cầu thủ chuyển nhượng đến | Cầu thủ chuyển nhượng đến |
| Ngày                        | Vị trí                    | Tên                       | Câu lạc bộ trước          | Mức phí                   | Tham khảo                 |
| --------------------------- | ------------------------- | ------------------------- | ------------------------- | ------------------------- | ------------------------- |
| 1 tháng 7 năm 2010          | FW                        | Nicky Forster             | Không có                  | Tự do                     | [ 1 ]                     |
| 1 tháng 7 năm 2010          | FW                        | Kirk Hudson               | Aldershot Town            | Không tiết lộ             | [ 2 ]                     |
| 1 tháng 7 năm 2010          | GK                        | Richard Lee               | Watford                   | Tự do                     | [ 3 ]                     |
| 1 tháng 7 năm 2010          | GK                        | Simon Royce               | Gillingham                | Tự do                     | [ 4 ]                     |
| 1 tháng 7 năm 2010          | DF                        | Craig Woodman             | Wycombe Wanderers         | Không tiết lộ             | [ 5 ]                     |
| 2 tháng 7 năm 2010          | DF                        | Michael Spillane          | Norwich City              | Không tiết lộ             | [ 6 ]                     |
| 5 tháng 7 năm 2010          | DF                        | David McCracken           | Milton Keynes Dons        | Không tiết lộ             | [ 7 ]                     |
| 16 tháng 7 năm 2010         | MF                        | Toumani Diagouraga        | Peterborough United       | Không tiết lộ             | [ 8 ]                     |
| 5 tháng 8 năm 2010          | FW                        | Gary Alexander            | Millwall                  | Không tiết lộ             | [ 9 ]                     |
| 5 tháng 8 năm 2010          | DF                        | Pim Balkestein            | Ipswich Town              | Không tiết lộ             | [ 10 ]                    |
| 19 tháng 8 năm 2010         | MF                        | Nicky Adams               | Leicester City            | Không tiết lộ             | [ 11 ]                    |
| 29 tháng 10 năm 2010        | DF                        | Stephen Wright            | Không có                  | Tự do                     | [ 12 ]                    |
| 25 tháng 1 năm 2011         | FW                        | Lewis Grabban             | Millwall                  | Tự do                     | [ 13 ]                    |
| Cầu thủs loaned in          |                           |                           |                           |                           |                           |
| Từ ngày                     | Vị trí                    | Tên                       | Từ                        | Đến ngày                  | Tham khảo                 |
| 6 tháng 8 năm 2010          | FW                        | Robbie Simpson            | Huddersfield Town         | Kết thúc mùa giải         | [ 14 ]                    |
| 12 tháng 8 năm 2010         | GK                        | Alex McCarthy             | Reading                   | 31 tháng 8 năm 2010       | [ 15 ]                    |
| 31 tháng 8 năm 2010         | GK                        | Ben Hamer                 | Reading                   | 5 tháng 1 năm 2011        | [ 16 ]                    |
| 8 tháng 10 năm 2010         | FW                        | Lewis Grabban             | Millwall                  | 8 tháng 11 năm 2010       | [ 17 ]                    |
| 25 tháng 11 năm 2010        | FW                        | Rowan Vine                | Queens Park Rangers       | 5 tháng 1 năm 2011        | [ 18 ]                    |
| 4 tháng 1 năm 2011          | MF                        | Marc Laird                | Millwall                  | 30 tháng 1 năm 2011       | [ 19 ]                    |
| 21 tháng 1 năm 2011         | MF                        | Owain Tudur Jones         | Norwich City              | 27 tháng 4 năm 2011       | [ 20 ]                    |
| 31 tháng 1 năm 2011         | FW                        | Nicholas Bignall          | Reading                   | 20 tháng 4 năm 2011       | [ 21 ]                    |
| 16 tháng 2 năm 2011         | DF                        | Robbie Neilson            | Leicester City            | Kết thúc mùa giải         | [ 22 ]                    |
| 21 tháng 2 năm 2011         | DF                        | Nathan Byrne              | Tottenham Hotspur         | Kết thúc mùa giải         | [ 23 ]                    |
| 21 tháng 2 năm 2011         | MF                        | Adam Reed                 | Sunderland                | Kết thúc mùa giải         | [ 24 ]                    |
| 14 tháng 3 năm 2011         | FW                        | Jeffrey Schlupp           | Leicester City            | Kết thúc mùa giải         | [ 25 ]                    |
| 24 tháng 3 năm 2011         | GK                        | Trevor Carson             | Sunderland                | 20 tháng 4 năm 2011       | [ 26 ]                    |
| 24 tháng 3 năm 2011         | FW                        | Jonathan Cosgrove         | Fulham                    | n/a                       | [ 27 ]                    |
| Cầu thủ chuyển nhượng đi    |                           |                           |                           |                           |                           |
| Ngày                        | Vị trí                    | Tên                       | Câu lạc bộ đến            | Mức phí                   | Tham khảo                 |
| 1 tháng 7 năm 2010          | GK                        | Nikki Bull                | Wycombe Wanderers         | Tự do                     | [ 28 ]                    |
| 1 tháng 7 năm 2010          | DF                        | Ryan Dickson              | Southampton               | £125.000                  | [ 29 ]                    |
| 1 tháng 7 năm 2010          | DF                        | Danny Foster              | Wycombe Wanderers         | Tự do                     | [ 30 ]                    |
| 1 tháng 7 năm 2010          | FW                        | Ben Strevens              | Wycombe Wanderers         | Tự do                     | [ 31 ]                    |
| 1 tháng 7 năm 2010          | MF                        | Cleveland Taylor          | St Johnstone              | Tự do                     | [ 32 ]                    |
| 23 tháng 7 năm 2010         | DF                        | Alan Bennett              | Wycombe Wanderers         | Tự do                     | [ 33 ]                    |
| 1 tháng 1 năm 2011          | MF                        | Nicky Adams               | Rochdale                  | Không tiết lộ             | [ 34 ]                    |
| Cầu thủs loaned out         |                           |                           |                           |                           |                           |
| Từ ngày                     | Vị trí                    | Tên                       | To                        | Đến ngày                  | Tham khảo                 |
| 31 tháng 8 năm 2010         | DF                        | Chris Bush                | Woking                    | 20 tháng 9 năm 2010       | [ 35 ]                    |
| 21 tháng 9 năm 2010         | DF                        | Chris Bush                | AFC Wimbledon             | 10 tháng 1 năm 2011       | [ 36 ]                    |
| 23 tháng 9 năm 2010         | MF                        | Pelayo Gomez Pico         | St Albans City            | 24 tháng 1 năm 2011       | [ 37 ]                    |
| 1 tháng 10 năm 2010         | DF                        | Ryan Blake                | Woking                    | n/a                       | [ 38 ]                    |
| 1 tháng 10 năm 2010         | FW                        | Kyle Vassell              | Woking                    | n/a                       | [ 38 ]                    |
| 9 tháng 10 năm 2010         | GK                        | Simon Moore               | Basingstoke Town          | 5 tháng 1 năm 2011        | [ 39 ]                    |
| 14 tháng 10 năm 2010        | MF                        | Nicky Adams               | Rochdale                  | 1 tháng 1 năm 2011        | [ 40 ]                    |
| 1 tháng 1 năm 2010          | FW                        | Kirk Hudson               | AFC Wimbledon             | Kết thúc mùa giải         | [ 41 ]                    |
| 1 tháng 1 năm 2010          | MF                        | David Hunt                | Crawley Town              | Kết thúc mùa giải         | [ 42 ]                    |
| 10 tháng 1 năm 2011         | DF                        | Ryan Blake                | Ebbsfleet United          | Kết thúc mùa giải         | [ 43 ]                    |
| 18 tháng 1 năm 2011         | DF                        | David McCracken           | Bristol Rovers            | Kết thúc mùa giải         | [ 44 ]                    |
| tháng 2 năm 2011            | MF                        | Jake Reeves               | St Albans City            | n/a                       | [ 45 ]                    |
| tháng 2 năm 2011            | FW                        | Kyle Vassell              | St Albans City            | n/a                       | [ 46 ]                    |
| 22 tháng 3 năm 2011         | DF                        | Chris Bush                | Thurrock                  | n/a                       | [ 47 ]                    |
| Cầu thủ giải phóng hợp đồng |                           |                           |                           |                           |                           |
| Ngày                        | Vị trí                    | Tên                       | Câu lạc bộ đến            | Ngày gia nhập             | Tham khảo                 |
| 24 tháng 1 năm 2011         | FW                        | Carl Cort                 | Tampa Bay Rowdies         | 10 tháng 8 năm 2012       | [ 48 ]                    |
| 22 tháng 6 năm 2011         | DF                        | David McCracken           | St Johnstone              | 1 tháng 7 năm 2011        | [ 49 ]                    |
| 30 tháng 6 năm 2011         | DF                        | Chris Bush                | AFC Wimbledon             | 1 tháng 7 năm 2011        | [ 50 ]                    |
| 30 tháng 6 năm 2011         | MF                        | David Hunt                | Crawley Town              | 1 tháng 7 năm 2011        | [ 51 ]                    |
| 30 tháng 6 năm 2011         | FW                        | Lewis Grabban             | Rotherham United          | 4 tháng 7 năm 2011        | [ 52 ]                    |
| 30 tháng 6 năm 2011         | FW                        | Kyle Vassell              | St Albans City            | 12 tháng 10 năm 2011      | [ 53 ]                    |
| 30 tháng 6 năm 2011         | DF                        | Stephen Wright            | Hartlepool United         | 2 tháng 9 năm 2011        | [ 51 ]                    |

## Trang phục
Thiết kế trang phục mùa giải 2010-11 của Brentford được các cổ động viên lựa chọn và phát hành vào ngày 9 tháng 7 năm 2010.
Nhà cung cấp: Puma
Nhà tài trợ: Hertings (sân nhà), Bathwise (sân khách & thứ ba)

| Sân nhà | Sân khách | Thứ ba |

Nguồn: brentfordfc.co.uk

| Thủ môn | Thủ môn |

Nguồn: brentfordfc.co.uk

## Giải thưởng
- Cầu thủ xuất sắc nhất năm do cổ động viên bình chọn: Richard Lee[56]
- Cầu thủ xuất sắc nhất năm do Cộng đồng: Leon Legge[56]
- Huấn luyện viên xuất sắc nhất tháng Football League One: Andy Scott (tháng 10 năm 2010)[57]
- Football League Family Excellence Award[58]